# Илия (Зогби)
Илия Зогби (араб. إلياس الزغبي‎; 9 января 1912 — 16 января 2008) — епископ Баальбека Мелькитской грекокатолической церкви, сторонник православно-католического сближения. Получил известность в экуменических кругах во время Второго Ватиканского собора, а также благодаря «Исповеданию веры» 1995 года, известного как «Инициатива Зогби», целью которой была попытка восстановления евхаристического общения между Мелькитской греко-католической церковью и Антиохийской православной церковью.

## Биография
Илия Зогби родился 9 января 1912 года в Каире. Его мать, Ханна Исхак Яред, была мелькитской греко-католичкой, а отец, Абдаллах Микаил Зогби, был новообращённым приверженцем Антиохийской православной церкви и бывшим католиком-маронитом. Илия был крещён в храме Мелькитской католической церкви. В 1928 году Илия отправился в Иерусалим и поступил в мелькитскую духовную семинарию святой Анны, которую опекали Белые отцы. 20 июля 1936 года он был рукоположен в священника в иерусалимской базилике Святой Анны. После посвящения, Илия стал приходским священником в Каире. Пастырская деятельность привела его к размышлениям о расколе, а жизнь многих смешанных (православно-католических) семей показала близость практики, истории и традиций Католической и Православной церкви. В 1951 году Зогби был назначен патриаршим провикарием в Александрии, а в 1954 году патриаршим викарием Египта и Судана. В 1955 году за публичный отказ от соблюдения законов, ущемляющих христианское население, Зогби был арестован.
Ко времени Второго Ватиканского собора (1962—1965), Зогби был освобождён и вместе с мелькитским патриархом Максимом IV участвовал в соборных заседаниях. В ходе собора Зогби отстаивал восточно-христианский взгляд о расторжимости брака в случае измены одного из супругов, вопреки традиционному католическому учению. В 1965 году папа Павел VI объявил о намерении сделать восточнокатолических патриархов Антиохии кардиналами, что по мнению мелькитов могло означать полное подчинение Риму и принятие обычаев Запада. В знак протеста против этого, Илия Зогби подал в отставку. В 1968 году синодом Мелькитской грекокатолической церкви Зогби был избран архиепископом Баальбека. В 1981 году Илия Зогби выпустил свою книгу «Все ли мы раскольники?» (фр. «Tous Schismatiques?») в которой выдвинул свою идею двойного общения. Двойное общение должно было заключаться в продолжении единства Мелькитской церкви с Апостольским престолом Рима и в то же время в евхаристическом общении с православным Антиохийским патриархатом. В соответствии с инициативой Зогби, сближение Католической и православных церквей требовало новой трактовки папского примата. Это должно было выразиться в развитии синодальности в духе Второго Ватиканского собора. В соответствии с идеями Зогби «Папа не должен выполнять в восточных патриархатах ту роль, которую он выполняет в Латинской церкви в качестве патриарха Запада». В ходе гражданской войны в Ливане, в 1982 году Зогби был похищен исламскими боевиками и позднее освобождён.
В 1988 году вышел на покой. Скончался в 2008 году в Бейруте.

## Инициатива Зогби
В 1974 году по инициативе епископа Илии Зогби две церкви сформировали двустороннюю богословскую комиссию для движения к евхаристическому общению. Однако гражданская война в Ливане помешала осуществлению диалога между церквами. В 1995 году Зогби представил синоду Мелькитской грекокатолической церкви формулу на основе которой, должно было состояться единение с православными. Она заключалось в полном признании догм Православной церкви и в общении в таинствах с епископом Рима, в пределах, признанных святыми отцами Востока в течение первого тысячелетия, до разделения. Данную инициативу одобрили 24 из 26 членов Священного синода Мелькитской церкви, а позже она была представлена антиохийскому православному патриарху Игнатию IV и мелькитскому патриарху Максиму V. Развитие данной экуменической инициативы привело к началу работы двусторонней богословской комиссии (по 2 богослова от каждой стороны), которая  подготовила документ под названием «Воссоединение Антиохийского Патриархата». В состав комиссии от мелькитов вошли бывший митрополит Баальбекский Илия Зогби и действующий митрополит Баальбека Кирилл Салим Бустрос, православную сторону представляли митрополит Библосский и Батрунский Георгий (Ходр) и митрополит Бейрутский Илия (Ауди).
Работа комиссии обсуждалась на заседаниях синодов Мелькитской грекокатолической (июль 1996) и Антиохийской православной (октябрь 1999 года) церквей. Священный синод Мелькитской грекокатолической церкви, состоявший из 34 иерархов во главе с патриархом Максимом V, проводивший заседание с 22 по 27 июля 1996 года одобрил инициативу Зогби и отметил в своём заявлении:

«[Мы] с нетерпением ждём того дня, когда греко-мелькитские католики и греческие православные Антиохийского патриархата вернутся к тому, чтобы быть одной церковью и одним патриархатом… это воссоединение не означает победы одной церкви над другой, перехода одной церкви в другую или растворения одной церкви в другой. Скорее, это означает конец разделению между братьями, которое произошло в 1724 году и привело к существованию двух отдельных независимых патриархатов, и вместе вернуться к единству, которое преобладало в едином Антиохийском патриархате».
Священной синод Антиохийской православной церкви принял решение продолжить контакты с Мелькитской грекокатолической церковью и участие во всеправославно-католическом диалоге в рамках работы Смешанной международной богословской комиссии. Однако православная сторона также отметила, что интеркоммунион с Мелькитской церковью должен являться не первым, а последним шагом на пути к полному единству. Также синод отметил, что вступление в общение с Мелькитской церковью должно быть одобрено на всеправославном уровне. Комментируя в 1997 году «Мелькитскую инициативу» в письме патриарху Максиму V, префект Конгрегации доктрины веры кардинал Йозеф Ратцингер, префект Конгрегации по делам восточных церквей кардинал Акилле Сильвестрини и кардинал Эдвард Кассиди, председатель Папского совета по содействию христианскому единству раскритиковали идею интеркоммуниона между отдельной восточнокатолической и отдельной поместной православной церковью и отметили: «следует избегать преждевременных односторонних инициатив».